# Tófalusi Péter
Tófalusi Péter (Eger, 1962. május 28. –) fizika szakos tanár. 2004-ben Ericsson-díjjal jutalmazták tehetséggondozásáért.

## Életrajz

### Tanulmányai
1968–1976 között az Egri Általános Iskola diákja volt. Középiskolai tanulmányainak helyszíne az egri Gárdonyi Géza Gimnázium volt, ahol 1980-ban érettségizett.
1985-ben a Ho Si Minh Tanárképző Főiskolán fizika-technika szakos általános iskolai tanári oklevelet kapott. 
1987–1990 között az Eötvös Loránd Tudományegyetemen tanult és középiskolai fizikatanári diplomát szerzett.
2006-ban a Szegedi Tudományegyetem-en pedagógus szakvizsgát tett kísérleti fizika szakirányon.

### Tanári pályafutása
1985–1989 közt Gyomaendrődön, a Kiss Lajos Gimnáziumban tanított. 
1989–1999 közt Hevesen, az Eötvös József Gimnázium tanára. 
1999–2001 közt a Nyíregyházi Evangélikus Kossuth Lajos Gimnáziumban tanított.
2001 óta a Debreceni Református Kollégium Dóczy Gimnáziumának tanára.
Tanítványai jelentős sikereket értek el különféle országos és nemzetközi fizikaversenyeken (Országos Középiskolai Tanulmányi Verseny, Eötvös-verseny, Nemzetközi Fizikai Diákolimpia).

### Díjak, elismerések
- Ericsson-díj (2004)
- Vermes-díj (2005)
- Rátz Tanár Úr-életműdíj (2023)